# Liechtenstein op de Olympische Zomerspelen 1964
Liechtenstein nam deel aan de Olympische Zomerspelen 1964 in Tokio, Japan. De twee sporters wonnen geen medaille.

## Deelnemers en resultaten

### Atletiek
| Olympiër     | Discipline   | Resultaat | Prestatie               |
| ------------ | ------------ | --------- | ----------------------- |
| Hugo Walser  | 800m (m)     | 44e       | serie 1: 7de in 1.57,5  |
| Hugo Walser  | 1500m (m)    | 32e       | serie 3: 10de in 3.53,3 |
| Alois Büchel | tienkamp (m) | 14e       | 6849 punten             |

Afghanistan · Algerije · Argentinië · Australië · Bahama's · België · Bermuda · Birma · Bolivia · Brazilië · Brits-Guiana · Bulgarije · Cambodja · Canada · Ceylon · Chili · Colombia · Congo-Brazzaville · Costa Rica · Cuba · Denemarken · Dominicaanse Republiek · Duits eenheidsteam · Ethiopië · Filipijnen · Finland · Frankrijk · Ghana · Griekenland · Groot-Brittannië · Hongarije · Hongkong · Ierland · IJsland · India · Irak · Iran · Israël · Italië · Ivoorkust · Jamaica · Japan · Joegoslavië · Kameroen · Kenia · Libanon · Liberia · Libië · Liechtenstein · Luxemburg · Madagaskar · Maleisië · Mali · Marokko · Mexico · Monaco · Mongolië · Nederland · Nederlandse Antillen · Nepal · Nieuw-Zeeland · Niger · Nigeria · Noord-Rhodesië · Noorwegen · Oeganda · Oostenrijk · Pakistan · Panama · Peru · Polen · Portugal · Puerto Rico · Roemenië · Senegal · Sovjet-Unie · Spanje · Taiwan · Tanganyika · Thailand · Trinidad en Tobago · Tsjaad · Tsjecho-Slowakije · Tunesië · Turkije · Uruguay · Venezuela · Verenigde Arabische Republiek · Verenigde Staten · Vietnam · Zuid-Korea · Zuid-Rhodesië · Zweden · Zwitserland